# Cosmozoma sikorae
Cosmozoma sikorae är en insektsart som beskrevs av Brunner von Wattenwyl 1891. Cosmozoma sikorae ingår i släktet Cosmozoma och familjen vårtbitare. Inga underarter finns listade i Catalogue of Life.